# Michael Fuchs (futbolista)
Michael Fuchs (6 de junio de 1972-15 de marzo de 2011) fue un jugador y entrenador de fútbol austríaco.

## Trayectoria

### Como futbolista
Durante su tiempo activo como jugador de fútbol, fue centrocampista defensivo y jugó para equipos como SK Seiersberg, SV Thal y TUS Kirchbach y, por lo tanto, no fue más allá del campo amateur. Esto también porque invirtió su tiempo en su formación profesional.

### Como entrenador
Fuchs adquirió la licencia de entrenador de fútbol en 1997. En 1998 completó con éxito sus estudios en ciencias del deporte en Graz con el título académico de Magister.
Después de que ya se ocupara de la descendencia del TUS Kirchbach durante su tiempo activo, fue contratado como entrenador en la escuela de fútbol en el polideportivo federal Schielleiten. Ocupó este cargo de 1998 a 2002. Además, fue contratado por FC Gratkorn en 2000 como coordinador de jóvenes y formador de sección y también trabajó en St. Stefan / Rosental (2001) y en el centro de formación estatal Gnas (2002).
El 18 de diciembre de 2002, se le confió el cargo de entrenador en jefe en el entonces club de la Austrian Regional League, FC Gratkorn. Después de terminar el campeonato en la temporada 2002/03 con el quinto puesto, aseguró el mayor éxito en la historia del club en la siguiente temporada 2003/04. Al ganar el título del campeonato, el FC Gratkorn ascendió a la primera división. Después de que Gratkorn escapó del descenso en la primera temporada 2004/05 sólo gracias a la mejor diferencia de goles, Fuchs logró establecer al club en el segundo nivel más alto a pesar de los ahorros presupuestarios. Después de dos quintos puestos en 2005/06 y 2006/07 pudo llevar al Gratkorner al título de subcampeón detrás delKapfenberger SV en la temporada 2007/08. Las cosas no fueron tan bien en la siguiente temporada 2008/09 con el octavo puesto. La temporada 2009/10 terminó en sexto lugar a pesar de la reorganización del equipo.
Antes del comienzo de la temporada 2010/11, el equipo se rejuveneció aún más, lo que significó que el comienzo del campeonato falló y el FC Gratkorn solo se ubicó en el tercio inferior de la tabla. Después de que se perdiera el partido en casa contra el SKN St. Polten en 13.ª ronda con 1: 5, Michael Fuchs llegó el 4 de octubre de 2010 como entrenador del FC Gratkorn. "Para el club, para mí, es simplemente mejor que todos hagan un corte", dijo Fuchs en una entrevista, justificando su renuncia. Fuchs no quiso comentar por qué su renuncia fue decisiva, una acción única en el fútbol profesional, en la que el presidente del club, Josef Schenkirsch, ordenó a los jugadores un entrenamiento de penaltis inmediatamente después de la derrota por 1: 5. En 226 juegos para FC Gratkorn, logró un promedio de 1.31 puntos por juego.

## Fallecimiento
Falleció el 15 de marzo de 2011, después de ser víctima de una arritmia cardíaca.